# Белахов Леонід Юліанович
Леонід Юліанович Белахов — радянський військовий, громадський і політичний діяч, депутат Верховної Ради РРФСР.

## Біографія
Народився 9 червня 1907 року у Вінниці. Закінчив шестикласну школу і працював на цукровому заводі. У 1929 році закінчив робітфак політехнічного інституту, після закінчення працював інженером.
Обирався депутатом Верховної Ради РРФСР I скликання від Абатського виборчого округу Омської області (1938—1947).
У 1932 році був призваний у РСЧА, в 1939 році закінчив інжфак Військово-повітряної інженерної академії.
У 1939—1940 роках — заступник начальника Головного управління Північного морського шляху при Раді Народних Комісарів. У 1940—1943 роках — начальник політуправління Наркомату морфлоту, замнаркома морського флоту.
7 серпня 1942 року Постановою Державного комітету оборони № 2159 Л. Ю. Белахов призначений «уповноваженим ДКО з морських перевезень в Астрахані і Гур'єві». Йому було поставлено завдання за всяку ціну організувати доставку нафти і нафтопродуктів з Баку і Махачкали в Гур'єв. Проблема полягала у відсутності в Гур'єві нафтоналивного флоту з малою осадкою, здатної плавати по Урало-Каспійському (Гур'євському) каналу. Для вирішення цієї проблеми Белахов організував переведення з Астрахані на Гур'євский рейд 150-и річкових нафтоналивних барж Волзького пароплавства. Перевезення пального відбувалася наступним чином: з Баку на великотоннажних танкерах нафта доставлялася до Баутіно (порт Шевченка), де перекачувалася в морські баржі з подальшою доставкою їх на буксирах на Гур'євський рейд; на рейді пальне знову перекачували в річкові нафтоналивні баржі з малою осадкою, а потім за допомогою мілкосидячих буксирів ці баржі проводилися через Гур'євський канал до острова Пішний, куди була підведена залізниця. У листопаді 1942 року Белахову дано вказівку продовжувати навігацію до тих пір, поки це буде можливо. Маючи в розпорядженні єдиний на Каспії криголам навігацію вдалося продовжити до 16 грудня 1942 року. З настанням холодів і встановленням льодового покриву на Урало-Каспійському каналі, за пропозицією Белахова і капітана Мезенцева, з річки Урал на рейд вивели наливні баржі вантажопідйомністю близько 60 тисяч тонн, залили їх підвезеними нафтопродуктами і вморозили в лід. Після прокладки по льоду трубопроводу паливо перекачали в Гур'єв. Це рішення призвело до того, що в морі зазимували два каравани з 22 нафтоналивних суден разом екіпажами. За підсумками всієї операції через Гур'єв доставлено майже півмільйона тонн нафти (за іншими даними — близько 320 тисяч тонн). Для порівняння, за той же період по Красноводській залізниці доставлено лише 130 тисяч тонн нафти.
Крім організації транспортування нафти Белахов забезпечив перевезення понад 250 тисяч солдатів і офіцерів з Астрахані до Махачкали. Ці війська були необхідні для зміцнення оборони Кавказу. На Каспії практично не було транспортного флоту, тому Белахов змушений був для перекидання військ використовувати палуби великотоннажних танкерів. При цьому з Астрахані до Астраханського рейду людей доставляли на морських нафтоналивних баржах. Також танкери використовувалися для евакуації десятків тисяч осіб з Махачкали в Красноводськ.
У січні 1943 року Белахов повернувся в Москву. А. І. Мікоян наступним чином охарактеризував, проведену операцію Белаховим: «Ми з товаришем Сталіним думали, що ви зробите фронту приблизно 200 тисяч тонн пального, а ви доставили близько півмільйона. Це один з вирішальних факторів, що вплинули на хід війни. Ми цінуємо вашу сміливість, вашу наполегливість. Ви зробили велику справу. Ваш ризик з флотом був виправданий».
З вересня 1944 року був Уповноваженим Державного комітету оборони, а потім начальником Дунайського військово-транспортного управління.
11 липня 1945 року присвоєно звання генерал-майора інженерно-технічної служби. У 1949—1953 роках — начальник центральної авіаремонтної бази. В 1952—1963 рр. працював директором авіаційного заводу.
З 22 травня 1963 року — в запасі. Помер у Москві 9 червня 1975 року, похований на Донському кладовищі